# انقسام الرسم
انقسام الرسم أو تقسيم الرسوم هو ممارسةُ تقاسمِ الرسوم مع الزملاء المهنيين، مثل الأطباء أو المحامين مقابل إرسال إحالات.